# Weißenstadter Forst-Nord
Weißenstadter Forst-Nord är ett kommunfritt område i Landkreis Wunsiedel im Fichtelgebirge i Regierungsbezirk Oberfranken i förbundslandet Bayern i Tyskland.